# Sanderson (Texas)
Pour les articles homonymes, voir Sanderson.
La census-designated place de Sanderson est le siège du comté de Terrell, dans l’État du Texas, aux États-Unis. Elle comptait 837 habitants lors du recensement de 2010.

## Histoire
Sanderson a été fondée en 1882.

## Source
- (en) Cet article est partiellement ou en totalité issu de l’article de Wikipédia en anglais intitulé « Sanderson, Texas » (voir la liste des auteurs).